# Kisselbach
Kisselbach est une municipalité du Verbandsgemeinde Rheinböllen, dans l'arrondissement de Rhin-Hunsrück, en Rhénanie-Palatinat, dans l'ouest de l'Allemagne.

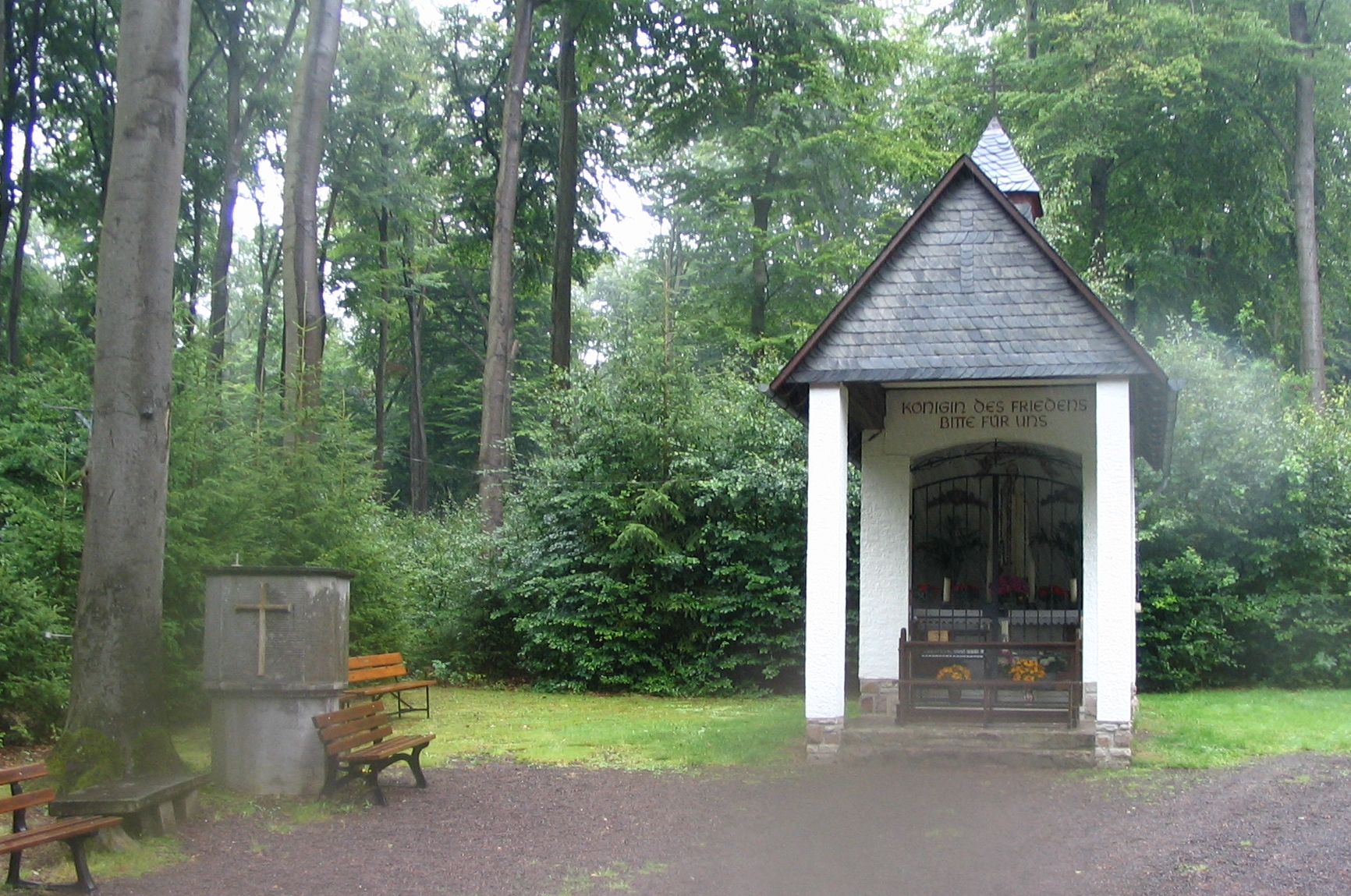
Chapelle au sud-ouest du village